# Møn

Møns position i Danmark.

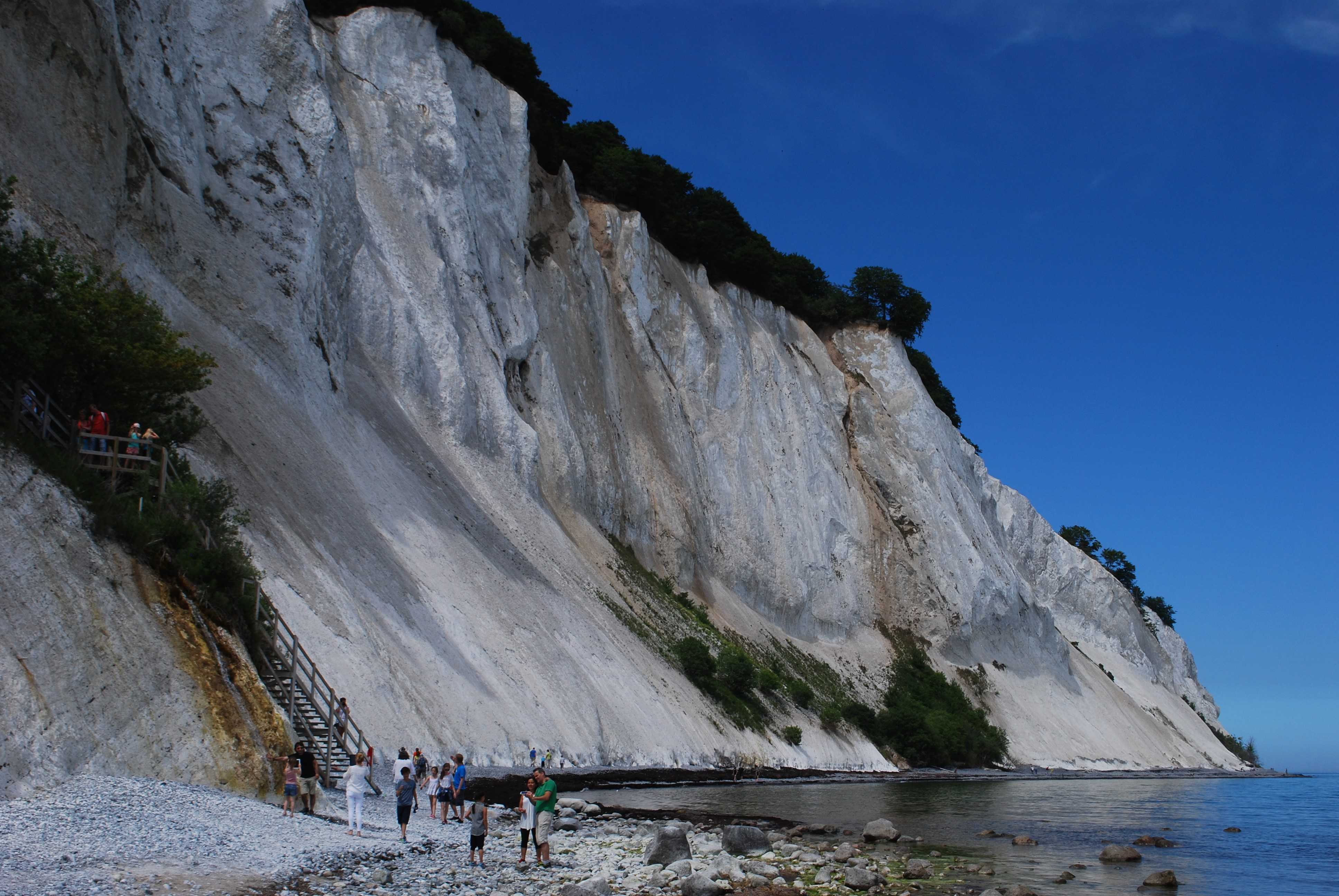
Møns klint.

Møn är en ö sydost om Själlands kust, i Vordingborg kommun i Danmark. Ön är känd för sin vackra natur och sina fina badstränder. Öns huvudort är Stege. Ön har en storslagen rasbrant där havet eroderar ön. Detta berg kallas Møns Klint och når 143 meter över havet.
Møn ligger i Östersjön och avgränsar denna från Smålandsfarvandet. Norra delen av Møn ligger vid Faxe Bugt, den södra delen ligger vid viken Hjelm Bugt. I nordväst ligger Stege Bugt. I sydväst ligger Grønsund som skiljer Møn från Falster. 
Møn har broförbindelse med Själland genom Drottning Alexandrines bro och fördämningsvallen mot Bogø.
Møn ingick i de ursprungliga svenska kraven på danska landavträdelser inför förhandlingarna som ledde till freden i Roskilde 1658 Anspråken gavs dock upp tidigt i förhandlingarna.
I slutet av januari år 2007 skedde ett stort ras vid Møns Klint. Rasmassor av sand, lera och sten skapade en ny halvö söder om ön.
- Areal: 23 747 hektar (237,47 km²)
- Befolkningstäthet: 39 per km²
- Befolkning: 9 235 personer (2020).[2]
- Största ort: Stege
- Högsta punkt: Aborrebjerg (143 m), vid Møns klint

År 2017 utsågs  Møn och öarna Bogø och Nyord till Danmarks första biosfärområde av Unesco.

## Galleri

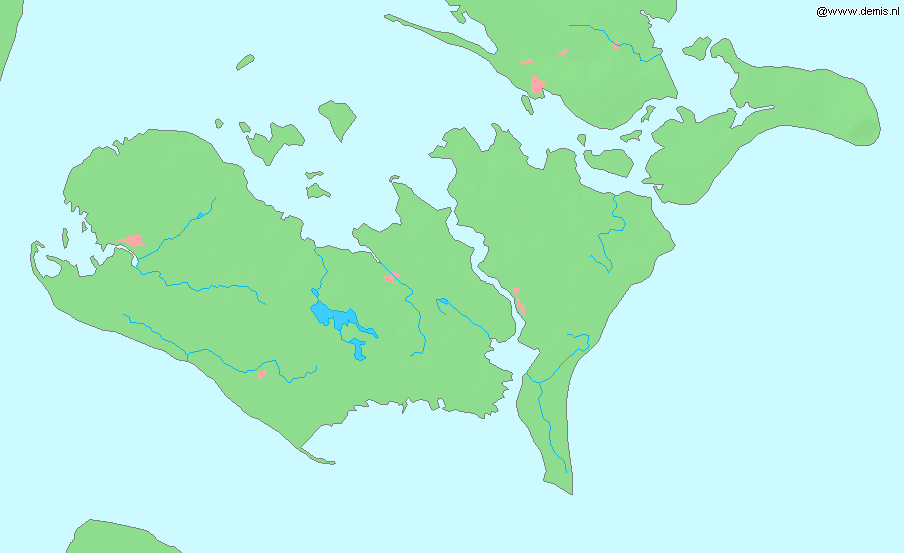
Karta över Lolland, Falster och Møn
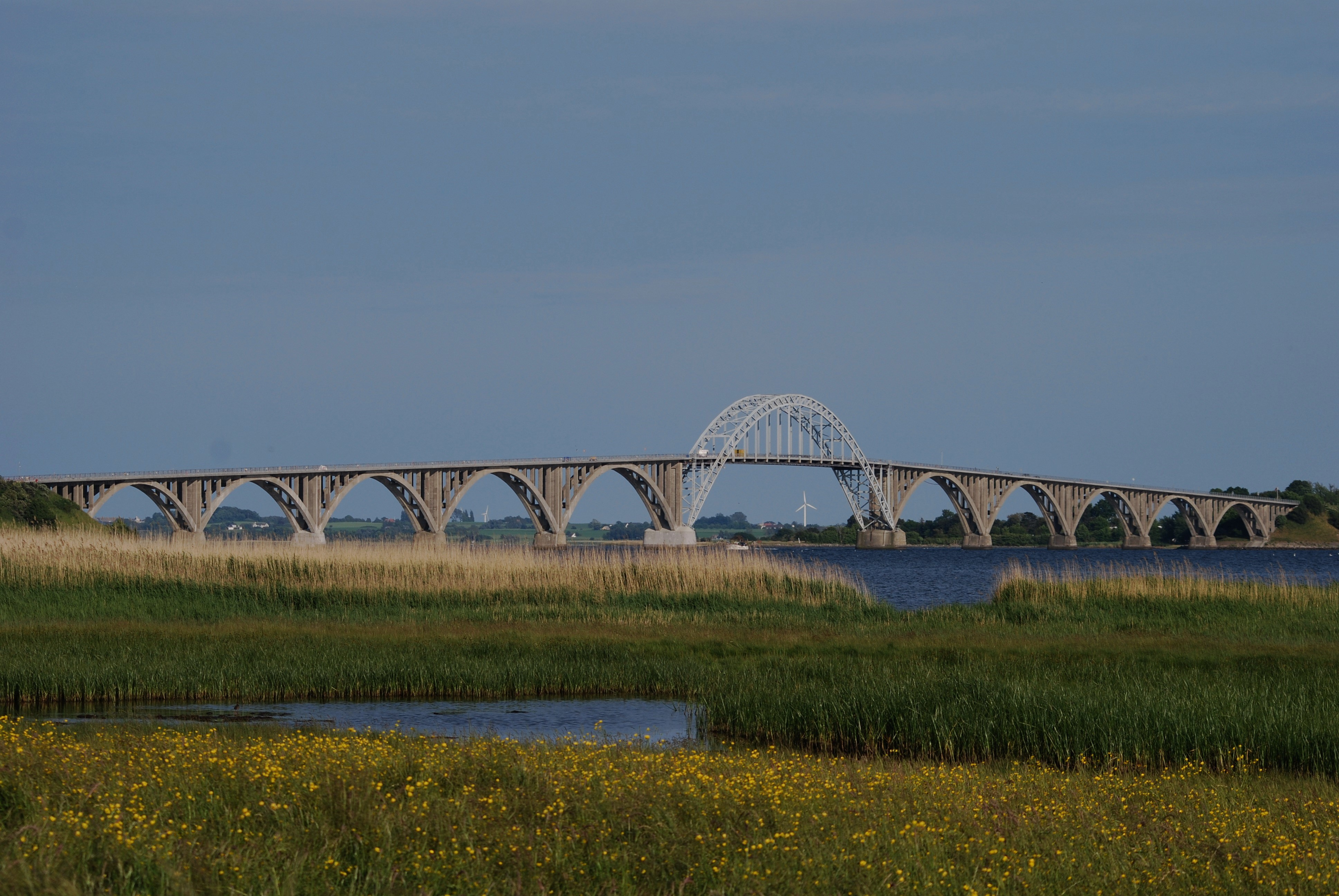
Drottning Alexandrines bro
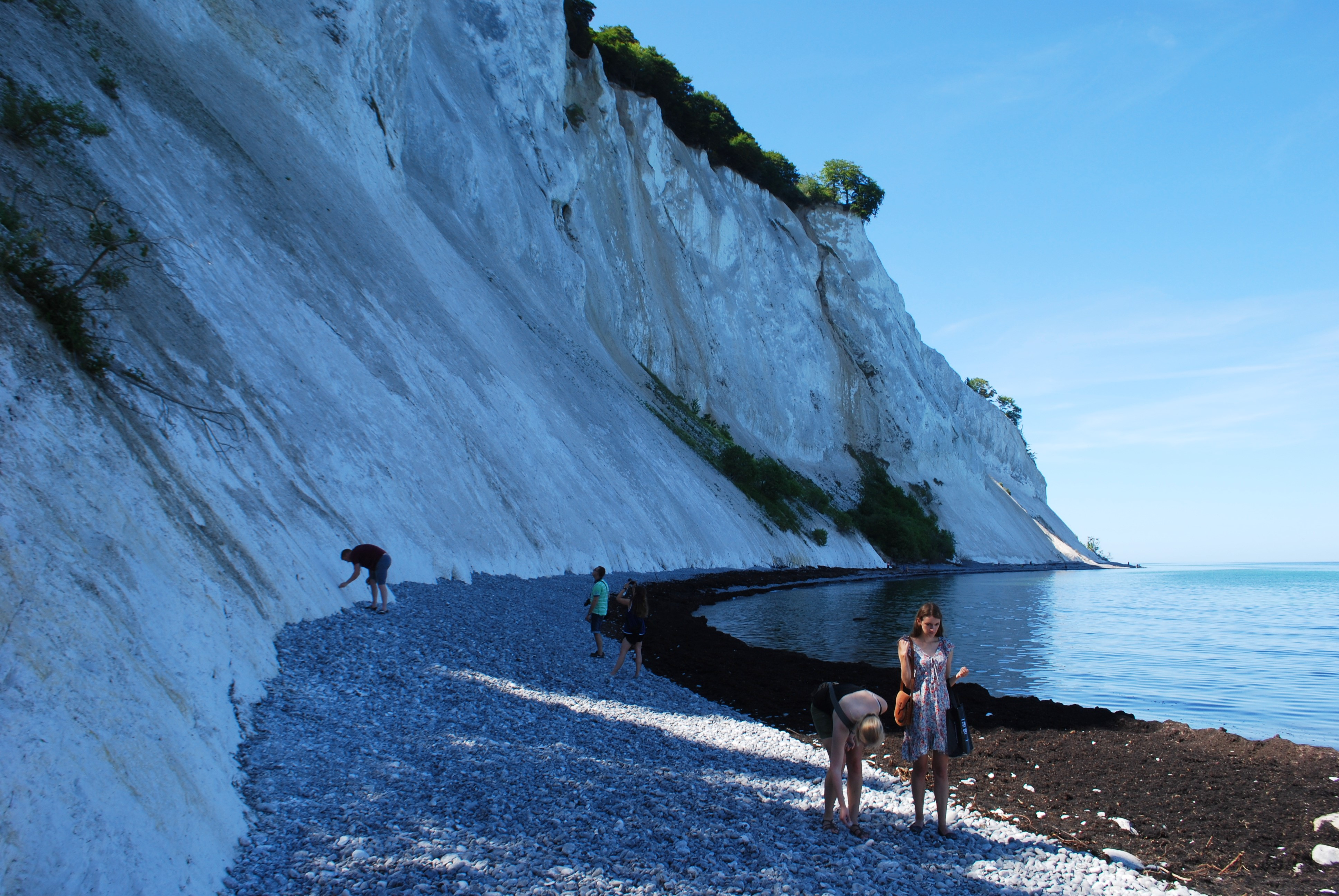
Møns Klint
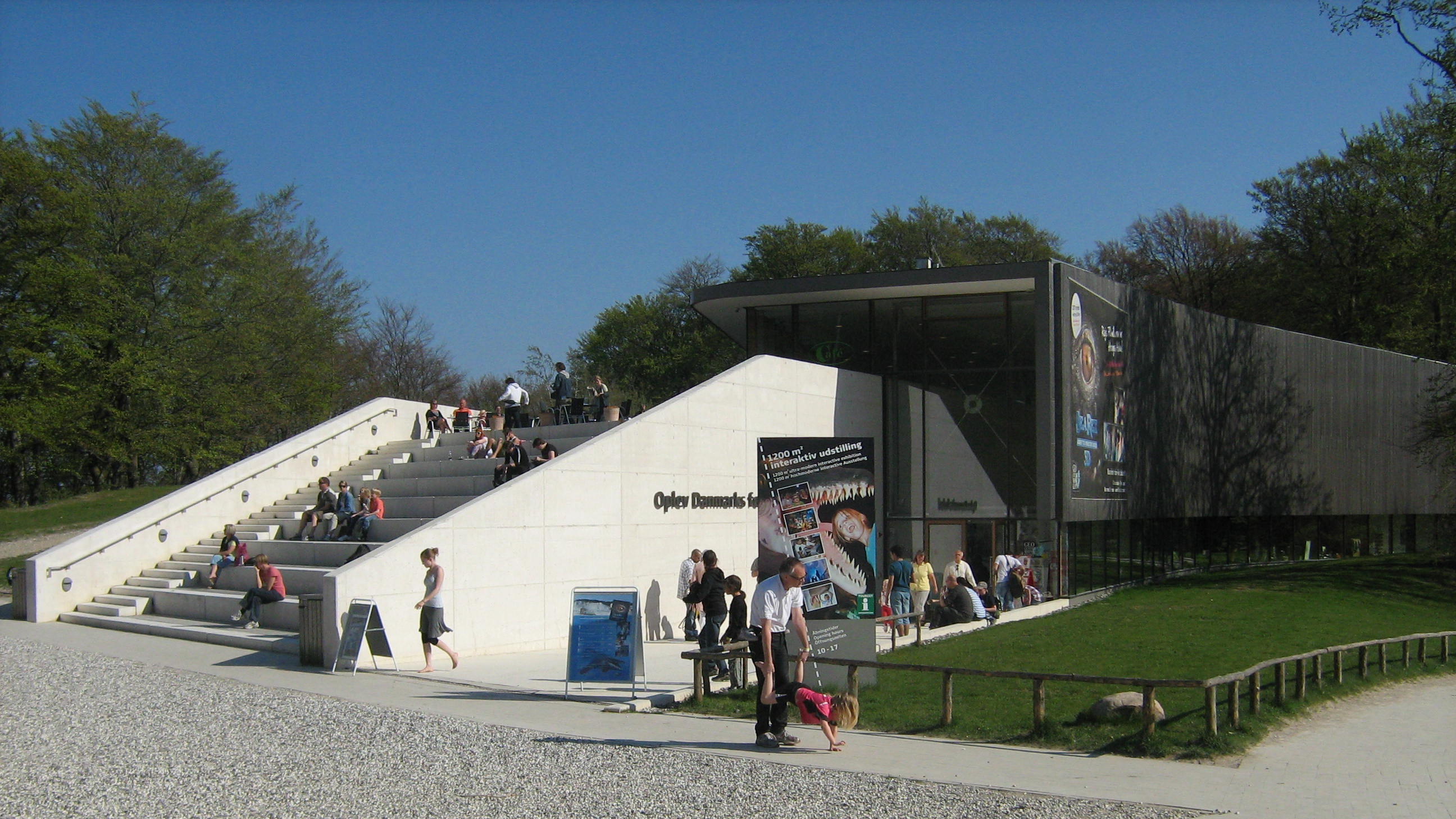
GeoCenter Møns Klint
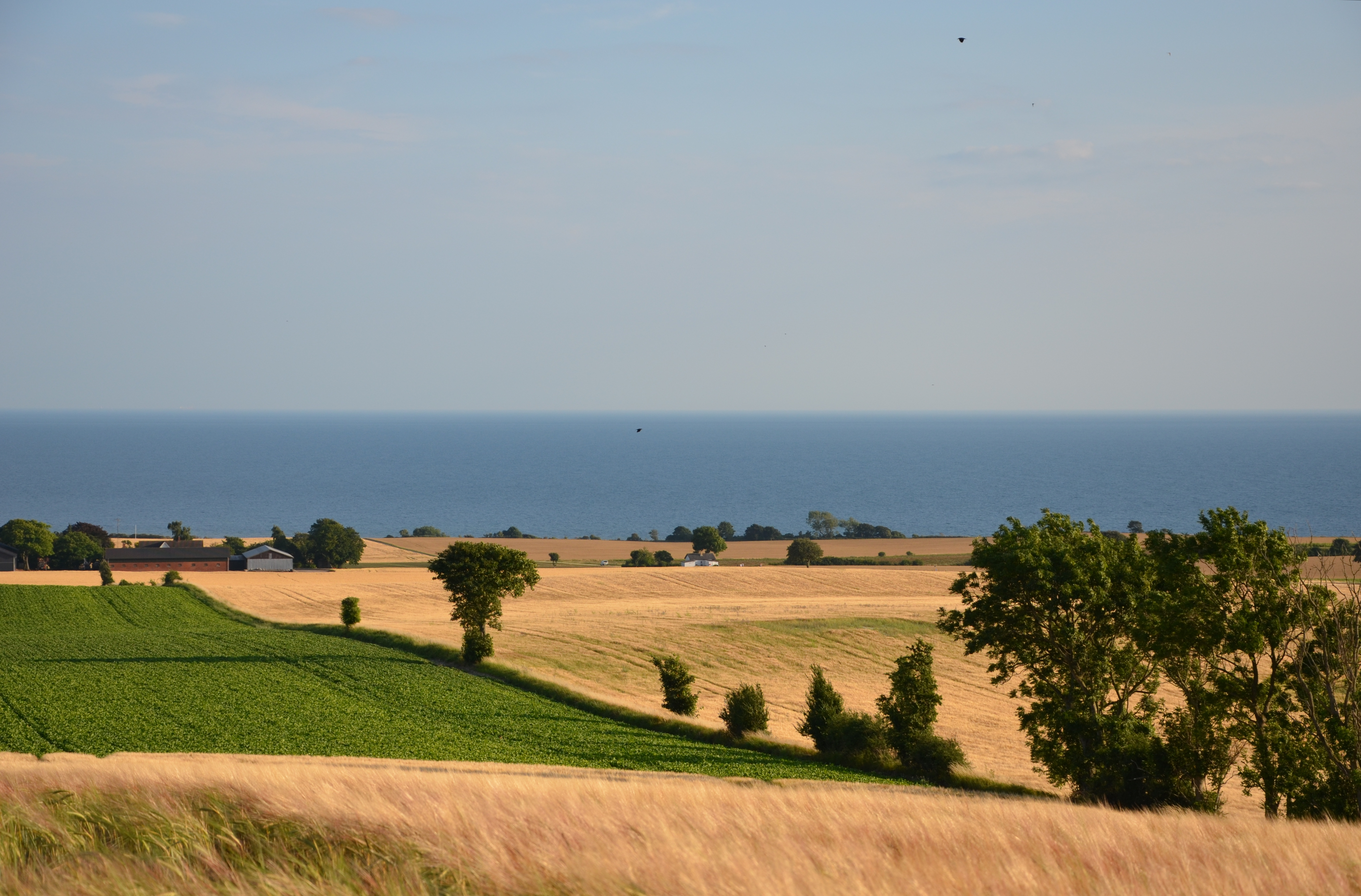
Møn
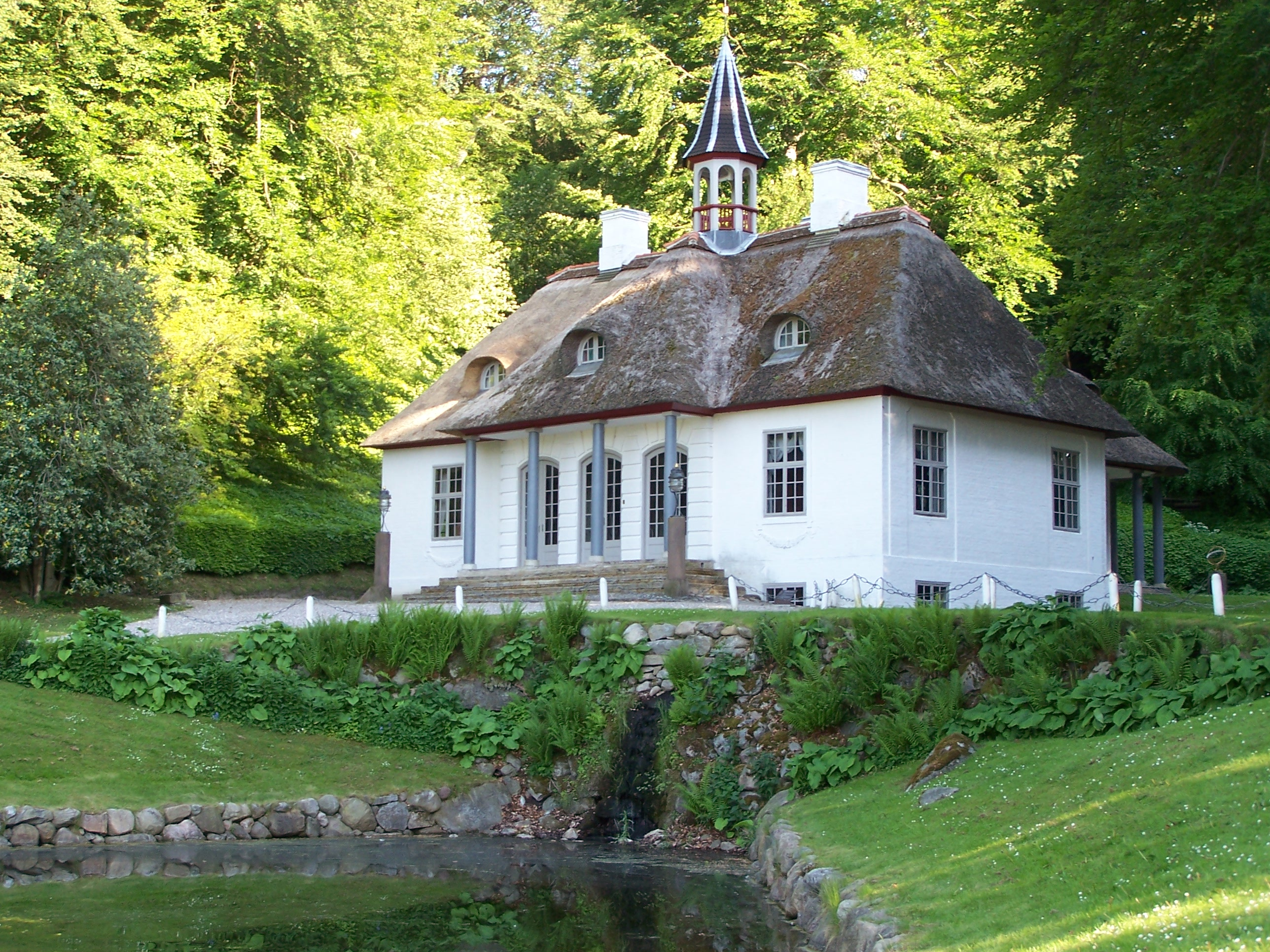
Liselund Slot